# Salt d'aigua del Torrent del Gat
El Salt d'aigua del Torrent del Gat és un salt d'aigua a cavall dels termes municipals de Sant Quirze Safaja, al Moianès, i de Bigues i Riells, dins del territori del poble de Riells del Fai, al Vallès Oriental.
Està situat a l'extrem nord-oest del terme, també al nord-oest de Riells del Fai, al capdamunt de la Vall de Sant Miquel, en el seu costat oriental, a prop i a migdia de Sant Miquel del Fai. El forma el curs del Torrent del Gat en el moment que l'aigua salta els Cingles de Bertí.
És, juntament amb el Salt d'aigua del Rossinyol i el Salt d'aigua del Tenes, una de les espectaculars cascades que hi ha en aquella vall, als peus de Sant Miquel del Fai. Tanmateix, només es pot veure després d'haver plogut a la capçalera del torrent.